# Carl-Ritter-Straße 16 (Quedlinburg)

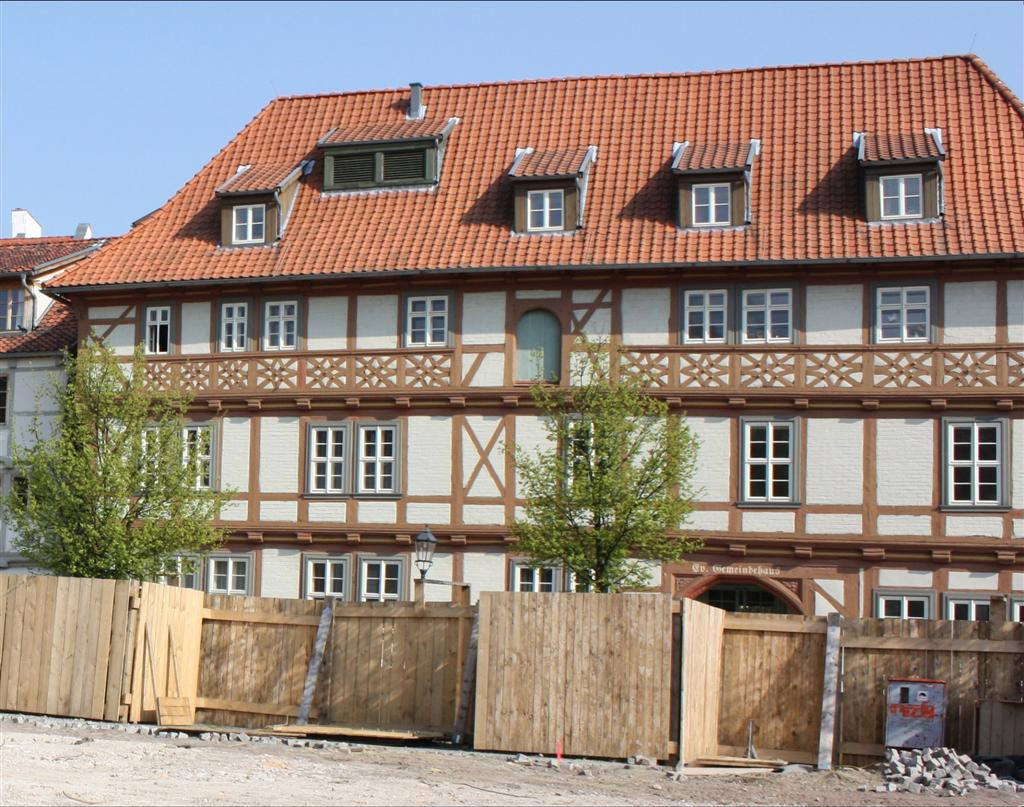
Haus Carl-Ritter-Straße 16

Das Haus Carl-Ritter-Straße 16 ist ein denkmalgeschütztes Gebäude in der Stadt Quedlinburg in Sachsen-Anhalt.
Heute wird es als Gemeindehaus der evangelischen Kirchengemeinde Quedlinburg genutzt. Das Gebäude befindet sich südlich des Marktplatzes der Stadt und gehört zum UNESCO-Weltkulturerbe. 

## Architektur und Geschichte
Das große dreistöckige Fachwerkhaus entstand im Jahr 1668. Im Denkmalverzeichnis der Stadt Quedlinburg wird das Gebäude als Kaufmannshof bezeichnet. Die Fachwerkfassade ist besonders reich verziert. Es finden sich Sternmuster mit Ziernägeln und profilierte Stockschwellen sowie die Fachwerkfigur des Halben Manns. Bemerkenswert ist auch die profilierte alte Toreinfahrt mit Tür aus der Zeit um 1820.
Im zweiten Obergeschoss befindet sich eine Ladeluke. Die nordwestliche Ecke des Hauses ist mit einer Eckkonsole verziert, die einen Engelskopf mit Weintraube zeigt.
Auf der Rückseite des Gebäudes stehen zwei gleichfalls in Fachwerkbauweise errichtete Hofflügel.